# وزارة التربية والتعليم (البحرين)
وزارة التربية والتعليم في مملكة البحرين هي الجهة الرسمية المسؤولة عن التعليم في إطار تنفيذ التوجهات والأهداف الرسمية للدولة لتأمين التعليم للجميع، وتجويده بشكل مستمر ليكون منفتحا على العالم مؤصلا للهوية الوطنية والقومية والروحية؛ فإنها عملت على جعل مسألة التوسع في استخدام تكنولوجيا المعلومات والاتصال والاستفادة القصوى مما تتيحه من إمكانيات في عمل الوزارة والمدارس، في مقدمة اهتماماتها، وخاصة لتطوير عملية التواصل والاتصال والتعلم عن بعد، وتهيئة المعلمين والمتعلمين للاستفادة من هذه الإمكانيات وما تتيحه من مصادر المعرفة المختلفة لترجمة شعار التعلم مدى الحياة.

## نبذة تاريخية
كان التعليم بالبحرين في مطلع القرن العشرين مقصوراً على الكتاتيب فقط وهي معاهد تعليمية تقليدية هدفها الأساسي تعليم قراءة القرآن للناشئة ، وقد كان الكثيرون يشعرون بأن هذا النوع من التعليم لا يحقق كفاية علمية تناسب روح العصر، إلا أنه بعد انتهاء الحرب العالمية الأولى تغيرت الأمور وأدى انفتاح البحرين بصورة أوسع على معطيات النهضة الغربية الحديثة إلى إحداث تغييرات سياسية واجتماعية كبيرة في البلاد نتج عن ذلك انبثاق الوعي الثقافي والاجتماعي بين أفراد مجتمع البحرين، وبحكم ذلك ظهرت الحاجة إلى إنشاء معاهد تعليمية حديثة تختلف عن الكتاتيب من حيث نظمها ومناهجها وأهدافها .
قبيل عام 1919م تشاور أهل الرأي في جزيرة المحرق وأجمعوا على ضرورة العمل لإنشاء مدرسة نظامية ، فبارك شيوخ البلاد هذا النداء واكتتبوا لصالح المشروع وبُدئ العمل المنظم وتأسست مدرسة الهداية الخليفية للبنين في عام 1919م في المنطقة الشمالية من مدينة المحرق .
هذا وقد قام بإنشاء هذه المدرسة لجنة من الأهالي برعاية المغفور له الشيخ عبد الله بن عيسى آل خليفة وزير المعارف السابق بمساعدة التبرعات التي جمعت لهذا الغرض . وفي عام 1926م قامت اللجنة الأهلية المشرفة على التعليم آنذاك بتأسيس المدرسة الثانوية للبنين في مدينة المنامة .
ولم تكن الفتاة في البحرين بمنأى عن التعليم ، فقد سنحت لها فرصة التعليم النظامي بعد أن استشعر الأهالي بضرورة التعليم للبنات كضرورته للبنين ، لذا افتتحت أول مدرسة نظامية للبنات في عام 1928م أطلق عليها مدرسة الهداية الخليفية للبنات .
ونظراً للصعوبات المالية والإدارية التي واجهت اللجنة المشرفة على التعليم عمدت الحكومة عام 1930م إلى تولي مسؤولية هذه المدارس ووضعتها تحت إشرافها المباشر.

## الرؤية
السعي لتحقيق تطوير نوعي لنظام تعليمي يمتاز بالجودة بما يحقق التميز والإتقان والإبداع منبثقاً من ثوابت وقيم الدين الإسلامي الحنيف والتفاعل الإنساني والحضاري والانتماء العربي لمملكة البحرين ودستورها بما يحقق متطلبات التنمية المستدامة المنسجمة مع المستويات العالمية.

## الرسالة
إتاحة الفرص التعليمية لكل فرد لتنمية استعداداته وقدراته ومهاراته من خلال وضع الخطط التطويرية وتنفيذها وتقويمها بما يحقق متطلبات الجودة الشاملة للارتقاء بنوعية التعليم وفاعليته وفق المستويات العالمية وما نص عليه قانون التعليم وقانون التعليم العالي وقانون التعليم الخاص في مملكة البحرين.

## التمكين الرقمي في التعليم
بدأت مسيرة التمكين الرقمي في التعليم في مدارس مملكة البحرين بعد النجاح الذي حققه مشروع جلالة الملك حمد لمدارس المستقبل، حيث رسم هذا التطوير الأمر السامي الذي أعلنه جلالة الملك حمد بن عيسى آل خليفة حفظه الله ورعاه لدى حضوره مهرجان (البحرين أولا) في نسخته الثامنة والذي نظمته وزارة التربية والتعليم في ديسمبر 2014م وذلك للبدء بتطبيقه من العام الدراسي 2015 – 2016م، حرصاً من القائد حفظه الله على ديمومة واستدامة مشروعه الإصلاحي، بحيث أخذت مسيرة توظيف تقنية المعلومات والاتصال في التعليم منحى آخر، يتناسب مع المستوى المتقدم لتبني مدارسنا لثقافة التعلم الرقمي وتوجب الاستفادة من كل الخبرات الوطنية والدولية لإنجاح هذا المشروع المبارك والعمل الجاد لتحقيق أفضل الفوائد من تطبيقه للحصول على تعليم نوعي ونموذجي على مستوى دول مجلس التعاون والمنطقة العربية.

## الشراكة المجتمعية
تندرج الشراكة المجتمعية ضمن المؤشرات الهامة لتحقيق التنمية المستدامة، حيث تعتمد على التفاعل بين ثلاثة مكونات أساسية هي: الحكومة، القطاع الخاص والمجتمع المدني، حيث تقوم مملكة البحرين ممثلة بالحكومة بتهيئة البيئة المطلوبة التي تساعد على عمل كافة الأطراف الأخرى بما يضمن تحقيق هذه الشراكة لتأثير إيجابي يعمل على تحقيق النتائج المرجوة، وتسعى وزارة التربية والتعليم بشكل دائم ومستمر إلى تعزيز وتنمية شراكتها المجتمعية محلياً وإقليمياً ودولياً.

### انجاز البحرين
تستمر وزارة التربية والتعليم ممثلة في المدارس الثانوية بتطبيق برامج مؤسسة إنجاز البحرين تعزيزًا للشراكة والبالغ عددها (7) برامج تدريبية لطلبة المدارس الثانوية؛ وهي مستقبلي، كن ريادي، ملازمة الوظائف، قراراتي المالية، الشركة، عالم الابتكار، والنجاح المهني. والتي ترتكز هذه البرامج على ثلاثة محاور أساسية هي ريادة الأعمال، الثقافة المالية، والاستعداد لسوق العمل، وتهدف هذه البرامج إلى تعزيز التطور الشخصي للطلبة من خلال إعدادهم وتمكينهم من النجاح الاقتصادي والاستعداد لمواجهة تحديات الأعمال من خلال تعزيز ثقة الطلبة بالنفس وبناء شخصيتهم والقدرة على الابتكار واكتساب القدرات والمهارات الأساسية استعداداً لدخول سوق لعمل مستقبلاً، حيث تقوم وزارة التربية بمتابعة تنفيذ البرامج المقدمة للطلبة مع منسقي مؤسسة إنجاز البحرين وعقد الاجتماعات.

### بحريننا لتعزيز المواطنة
حققت الخطة الوطنية لتعزيز الانتماء الوطني وترسيخ قيم المواطنة (بحريننا)، منذ تدشينها إنجازات ومبادرات رائدة في إطار الرؤية التنموية الشاملة لحضرة صاحب الجلالة الملك حمد بن عيسى آل خليفة عاهل البلاد المفدى حفظه الله ورعاه، والتي جعلت في مقدمة أولوياتها احترام حقوق الإنسان وترسيخ روح الوحدة الوطنية وقيم المواطنة الصالحة في إطار الدولة المدنية الحديثة القائمة على أسس العدل والمساواة وسيادة القانون، حيث تواصل وزارة التربية والتعليم دورها في تنفيذ العديد من المبادرات والبرامج لتطوير المناهج والمقررات الدراسية، وتشمل (14) مبادرة بالتعاون مع الجهات الحكومية المختصة لدعم أهداف الخطة في إطار المشروع الوطني لتطوير التعليم والتدريب برئاسة سمو الشيخ محمد بن مبارك آل خليفة نائب رئيس مجلس الوزراء، ومن أبرز إنجازاتها: مراجعة وتعديل جميع المناهج التعليمية في المدارس الحكومية والخاصة، وبرنامج الخدمة الوطنية للمشاركة في خدمة المجتمع، ويوم اللباس الوطني، والبحرين في القلوب، وبرنامج رعاية طلبة البحرين في الخارج بالتعاون مع وزارة الخارجية، وتطوير مقررات المواطنة وحقوق الإنسان، والتوسع في مشروع المدرسة المعززة للمواطنة وتعميمه على مختلف المدارس الحكومية والخاصة، واعتماد مقرر تاريخ البحرين في المدارس الخاصة، واستحداث مقرر الانتماء الوطني بمتابعة من مجلس التعليم العالي، وتطوير برنامج زيارة المعالم التراثية والثقافية لطلبة المدارس الحكومية والخاصة، والعمل على تطوير مقرر الثقافة الشعبية مع تأصيل العادات والتقاليد والموروث الشعبي البحريني، واستحداث مقرر استشراف المستقبل في المدارس الحكومية والخاصة وربطه برؤية البحرين الاقتصادية.

### معاً لمكافحة العنف والإدمان
ومنذ أن وقعت وزارة الداخلية وزارة التربية والتعليم على مذكرة تعاون بينهما، يتم بمقتضاها تنفيذ برنامج معا لمكافحة العنف والإدمان لدى الطلاب في مرحلة التعليم العام والجامعي لإيجاد البيئة المدرسية المناسبة بما يضمن التطبيق الجيد للبرنامج، انطلاقاً من مبدأ تعزيز الشراكة المجتمعية والحفاظ على أمن الوطن من خلال العناية بالتربية السليمة لأبنائه، ويتم العمل باستمرار لإيجاد آليات تساهم في زيادة نسبة الطلبة المستفيدين من البرنامج عبر تغطية كافة المدارس الحكومية والخاصة في المدارس والحد من السلوكيات والظواهر السلبية ومن خلال الورش والمحاضرات التوعوية واعتماد مواد وأفكار توعوية نموذجية متنوعة وحديثة تتناسب مع جميع الفئات العمرية المستهدفة في البرنامج، ويأتي هذا البرنامج تنفيذًا لتوجيهات القيادة الحكيمة بضرورة الاهتمام بالنشء، وتوجيه الجهود الوطنية للوزارات والمؤسسات لوضع الخطط والبرامج الهادفة إلى غرس قيم الولاء والانتماء والعمل على توعية الأبناء من المخاطر التي تهدد حياتهم، ومنها المخدرات والسلوكيات غير المرغوب فيها مثل الانحراف والعنف، ولذلك فإن العمل على وقايتهم يعد مسؤولية مجتمعية مشتركة تقع على عاتق جميع المؤسسات وهو أمر يستدعي التعاون والتنسيق وتكامل الجهود للحفاظ على أمن وسلامة الأجيال والعمل على وقايتهم من المخاطر بكافة أشكالها.

### جائزة خليفة التربوية
وتحث وزارة التربية والتعليم باستمرار منتسبي القطاع التربوي على تمثيل مملكة البحرين عبر المشاركة والتنافس على نيل جائزة خليفة التربوية بكافة فئاتها، لما لها من مكانة علمية مرموقة، وبما يعكس الجهود التربوية المشرفة، وأيضاً ما يزخر به الميدان التربوي من كوادر متميزة ومشاريع مبتكرة، وشهدت هذه الجائزة التربوية المهمة مشاركة واسعة من التربويين والباحثين بمملكة البحرين، وذلك في مختلف مجالات الجائزة، وتأتي تعزيزًا للتعاون بين وزارة التربية والتعليم ونظيرتها في دولة الإمارات العربية المتحدة الشقيقة، وإن هذه الجائزة جاءت بمبادرة إماراتية لتفتح نطاق التنافس الشريف أمام المشروعات والمبادرات التربوية المقدمة من جميع الدول العربية، لتكريم الجهود المتميزة للعاملين بالقطاع التربوي، وفور الإعلان عن الجائزة يعقد الفريق التنسيقي للجائزة ورشة تعريفية لمختلف القطاعات التعليمية بالوزارة، وكذلك ممثلين عن القطاعات التعليمية بجامعة البحرين والجامعات الخاصة وكلية بوليتكنيك البحرين وكلية البحرين للمعلمين، لتعريفهم بالجائزة ومجالاتها وأهمية تمثيل مملكة البحرين بصورة مشرفة فيها تعزز حضور المملكة عربيًا، وتسهم في المزيد من التطوير في قطاعها التربوي، بفضل الأفكار والمشروعات المتجددة.

### جائزة حمدان بن راشد آل مكتوم للأداء التعليمي المتميز
وتحرص وزارة التربية والتعليم على المشاركة السنوية في جائزة حمدان بن راشد آل مكتوم للأداء التعليمي المتميز، في إطار العلاقات الوثيقة التي تربط مملكة البحرين بدولة الإمارات العربية المتحدة الشقيقة في العديد من المجالات ومنها المجال التعليمي، وذلك بفضل توجيهات القيادة الحكيمة في البلدين الشقيقين، وما يجمعهما من علاقات أخوية متميزة، حيث تساهم هذه الجائزة في تحفيز المتميزين من مدارس ومعلمين وطلبة في ميدان التربية والتعليم بدول مجلس التعاون لدول الخليج العربية، ما يشكل دافعاً للمزيد من العطاء الذي يعود بالخير على المنظومة التعليمية الخليجية، وتضع الوزارة ضمن أولوياتها إشراك الطلبة في المسابقات المحلية والخارجية، في إطار اهتمامها بصقل قدرات المتفوقين والموهوبين، وتقوم الجائزة على تهيئة المشاركين من خلال عدد من الدورات التدريبية وجلسات التهيئة حول المعايير لكل فئة على حدة، ومن ثم تبدأ التصفيات المحلية لترشيح أفضل الملفات الحاصلة على أعلى الدرجات، ويتم تنفيذ زيارات ميدانية من قبل فريق المؤسسة لاختيار الفائزين.

### مسابقة الشيخة فادية السعد الصباح العلمية
وتعد مسابقة الشيخة فادية السعد الصباح العلمية على مستوى الوطن العربي التي تنظمها دولة الكويت الشقيقة أحد أهم المسابقات التي تحرص وزارة التربية والتعليم بمملكة البحرين للاشتراك بها وحث المدارس على الاشتراك بها يأتي من إيمان الوزارة أن هذه المسابقات التي تساعد في صقل مواهب الطالبات العلمية والمعرفية بشتى أنواعها وتنمي قدرتهن على حل المشكلات بطرق علمية إبداعية بالعمل على مختلف المهارات المتعلقة بهذه المجالات من البحث والتقصي وربط المعلومات بالمصادر المختلفة كما يتطلب اخراج العمل بشكل مميز يعبر عن المهارات التي تمتلكها الطالبات، وبعد ان تعلن الوزارة عن المسابقة يتم التنافس لاختيار المدارس التي تمثل البحرين في هذه المسابقة وبعد اختيار المدارس يتم العمل على استكمال متطلبات المشاركة التي تشمل: بحث علمي موثق يشرح الخطوات العلمية للمشروع ، فيديو مصور للخطوات والإجراءات التي تم اتباعها للوصول للنتائج، ملصق علمي لعرض فكرة المشروع بشكل جذاب ويتبع ذلك المثول أمام لجنة التحكيم للمناقشة.

### جائزة محمد بن زايد لأفضل معلم
وتحرص وزارة التربية والتعليم على إشراك معلميها وتربوييها في الجوائز الإقليمية ومنها جائزة محمد بن زايد لأفضل معلم التي تنظمها دولة الإمارات العربية المتحدة الشقيقة حيث تتضاعف أعداد المشاركين من مملكة البحرين عام بعد عام فيها لما تحققه الجائزة من تنافسية بين المعلمين، ومن اجتهاد للمشاركة فيها عبر توثيق أعمالهم وتطوير مهاراتهم، بهدف تحقيق القدرة على الوصول إلى مراكز متقدمة فيها، ولها مردود إيجابي منها ابتكارات ومبادرات تربوية واعدة وهادفة، ومعلمين يمتلكون زمام المبادرة، يلهمون زملاءهم ويثرون المجتمع المدرسي بالإبداع والتميز، وهذا ينعكس في المحصلة النهائية على جودة المخرجات التعليمية في البحرين، وتتخلل الجائزة ثلاث مراحل رئيسية، يتم خلالها الاطلاع على أفضل الممارسات التربوية، بدءا من التقييم المكتبي للملفات، ومن ثم المقابلات الشخصية، وأخيراً إجراء المقابلات مع الهيئة الإشرافية وزملاء المعلم والطلبة.